# Русская платина
Русская платина — группа компаний, ведущая разработку нескольких месторождений цветных металлов, в том числе платиноидов, которые составляют существенную долю доходов компании. В число активов компании входит крупнейшее в мире месторождение россыпной платины Кондёр в Хабаровском крае, а также Черногорское месторождение вблизи г. Норильска и южная часть месторождения «Норильск-1».

## История компании
Свою историю «Русская платина» ведёт с 1969 года, когда была образована Артель «Алдан», правопреемником которой впоследствии стала «Артель старателей «Амур»». 
В 2007 году артель была приобретена бизнесменом М. Бажаевым. После приобретения компании были рассмотрены основные направления её дальнейшего развития, в итоге в 2009 году было принято решение сосредоточиться на добыче и производстве металлов платиновой группы. Другие непрофильные активы были выведены из состава компании. 
С целью расширения минерально-сырьевой базы, в апреле 2011 года была приобретена Черногорская горнорудная компания (ЧГРК), владеющая лицензией на разведку, добычу и производство цветных и драгоценных металлов на Черногорском месторождении (Красноярский край).
Компания разрабатывает крупнейшее в мире месторождение россыпной платины Кондёр, а также претендует на два месторождения в Норильском промышленном районе: Черногорское и Норильск-1, которые планирует развивать параллельно. На данный момент известно, что для развития Черногорского месторождения компания выбрала генпроектировщика.
Добыча платины по итогам 2011 года составила 3772 кг. В 2012 году компания планирует ещё больше увеличить добычу платины, для чего в начале года была проведена закупка крупной партии специализированной техники и оборудования.
18 июня 2012 года ряд СМИ сообщили о том, что «Русская платина» стала победителем в тендере на южную часть месторождения «Норильск-1». «Норильск-1» — одно из крупнейших месторождений на Таймыре. Запасы его южной части составляют 273 тыс. т. никеля, 378 тыс. т. меди, а также 12,7 тыс. т. кобальта и около 518 тонн платиноидов.
В июне 2012 году «Русская платина» выиграла тендер на южную часть месторождения «Норильск-1». В результате, «Русской платине» в Норильском промышленном районе стало принадлежать 2 месторождения: Черногорское и Норильск-1.
1 июля 2012 компания разместила официальное заявление о выигранном тендере; однако с выигрышем не согласился другой участник тендера — «Норильский Никель».
В сентябре 2012 г. компании обратились в арбитражный суд Москвы с исками к госорганам. 
В ноябре 2012 года Правительство РФ после изучения тендера и предложений компаний отказалось утверждать итоги тендера.
24 июля 2013 г. Правительство РФ утвердило ОАО «Артель старателей «Амур» победителем конкурса на южную часть месторождения «Норильск-1».
В декабре 2021 года входящая в группу "Русская платина" "Черногорская горнорудная компания" договорилась с Global Palladium Fund Норникеля о поставках никелевых и медных концентратов платиновой группы с Черногорского горнообогатительного комбината с момента его запуска, помимо логистических, транспортных и энергоресурсных услуг.

## Собственники и руководство
Собственником компании является чеченский бизнесмен Муса Бажаев. По его словам, «Русская платина» — это его личный проект.